# 정보폭발
정보폭발(information explosion)은 공개된 정보나 자료의 양과 이러한 풍부함의 효과가 급격히 증가하는 것을 말한다. 사용 가능한 데이터의 양이 늘어남에 따라 정보 관리 문제가 더욱 어려워지고, 이는 정보 과다로 이어질 수 있다. 온라인 옥스포드 영어 사전(Online Oxford English Dictionary)은 1964년 3월 뉴 스테이츠먼 기사에서 이 문구가 사용되었음을 나타낸다. 뉴욕 타임스는 1964년 6월 7일자 월터 설리번(Walter Sullivan)의 기사에서 이 문구를 편집 내용에 처음 사용했는데, 여기서 그는 이 문구를 "많은 논의"(much discussed)라고 p.11에서 설명했다. 이 문구의 가장 초기에 알려진 사용은 1955년 9월 27일 런던의 광고 실무자 연구소에서 열린 NBC 회장 패트 위버(Pat Weaver)의 텔레비전에 관한 연설이었다. 이 연설은 아이오와의 라디오 방송국 WSUI에서 재방송되었으며 두 달 후 데일리 로언(Daily Iowan) 신문에서 발췌되었다.
의료, 슈퍼마켓, 정부 등 많은 부문에서 이용 가능한 정보의 양이 급격히 증가하고 있다. 이러한 현상의 영향을 받는 또 다른 분야는 저널리즘이다. 과거에 정보 전파를 담당했던 이러한 직업은 오늘날 정보의 과잉으로 인해 억압될 수 있다.
과잉 전자 정보로부터 지식을 수집하는 기술(예: 데이터 융합은 데이터 마이닝에 도움이 될 수 있음)은 1970년대부터 존재해 왔다. 이러한 양의 정보를 처리하는 또 다른 일반적인 기술은 질적 연구이다. 이러한 접근 방식은 보다 유용하고 검색하기 쉽도록 정보를 구성하고, 종합하고, 분류하고, 체계화하는 것을 목표로 한다.

## 같이 보기
- 빅 데이터
- 차원의 저주
- 데이터 마이닝
- 정보화 사회
- 정보화 시대
- 정보 필터링 시스템
- 메칼프의 법칙